# Martin Pfister
Martin Pfister (Zug, 31 juli 1963) is een Zwitsers historicus en politicus voor de Het Centrum uit het kanton Zug. Sinds 1 april 2025 maakt hij deel uit van de Bondsraad.

## Biografie
Nadat het zittende Bondsraadslid van zijn partij, Viola Amherd, begin 2025 haar vertrek uit de Bondsraad aankondigde, stelde Pfister zich op 3 febrauri 2025 kandidaat om Amherd op te volgen. ZIjn partij Het Centrum weerhield zijn kandidatuur, samen met die van Markus Ritter. Op 12 maart werd Pfister in de tweede stemronde door de Bondsvergadering verkozen tot Bondsraadlid met 134 stemmen. Binnen de Bondsraad kreeg hij het beheer toegewezen van het Federaal Departement van Defensie, Volksverdediging en Sport.